# Грін (округ, Вірджинія)
Шаблон:StateAbbr_ 38°18′ пн. ш. 78°28′ зх. д. / 38.3° пн. ш. 78.47° зх. д.
Округ Грін (англ. Greene County) — округ (графство) у штаті  Вірджинія, США. Ідентифікатор округу 51079.

## Історія
Округ утворений 1838 року.

## Демографія
За даними перепису 2000 року загальне населення округу становило 15244 осіб, усе сільське. Серед мешканців округу чоловіків було 7560, а жінок — 7684. В окрузі було 5574 домогосподарства, 4291 родин, які мешкали в 5986 будинках. Середній розмір родини становив 3,07.
Віковий розподіл населення поданий у таблиці:
| Стать    | До 15 років | 15-21 | 22-29 | 30-39 | 40-49 | 50-65 | 65-85 | Понад 85 |
| -------- | ----------- | ----- | ----- | ----- | ----- | ----- | ----- | -------- |
| Чоловіки | 1866        | 628   | 685   | 1393  | 1143  | 1188  | 606   | 51       |
| Жінки    | 1729        | 552   | 726   | 1428  | 1199  | 1222  | 703   | 125      |

## Суміжні округи
- Медісон — північний схід
- Орандж — південний схід
- Албемарл — південь
- Рокінгем — захід
- Пейдж — північний захід

## Виноски
1. ↑  U.S. Decennial Census. United States Census Bureau. Архів оригіналу за 26 квітня 2015. Процитовано 2 січня 2014.
2. ↑  Historical Census Browser. University of Virginia Library. Архів оригіналу за 11 серпня 2012. Процитовано 2 січня 2014.
3. ↑  Population of Counties by Decennial Census: 1900 to 1990. United States Census Bureau. Архів оригіналу за 15 грудня 2013. Процитовано 2 січня 2014.
4. ↑  Census 2000 PHC-T-4. Ranking Tables for Counties: 1990 and 2000 (PDF). United States Census Bureau. Архів оригіналу (PDF) за 18 грудня 2014. Процитовано 2 січня 2014.
5. ↑  State & County QuickFacts. United States Census Bureau. Процитовано 2 січня 2014.(англ.) Наведено за англійською вікіпедією.
6. ↑  American FactFinder. Бюро перепису населення США. Архів оригіналу за 26 лютого 2012. Процитовано 31 січня 2008.

| США | Це незавершена стаття з географії США. Ви можете допомогти проєкту, виправивши або дописавши її. |